# Comuna Kurașivți, Murovani Kurîlivți
Kurașivți (în ucraineană Курашівці) este o comună în raionul Murovani Kurîlivți, regiunea Vinnița, Ucraina, formată din satele Balkivka, Kurașivți (reședința) și Posuhiv.

## Demografie
Componența lingvistică a satului Kurașivți
     Ucraineană (99,52%)
     Alte limbi (0,48%)
Conform recensământului din 2001, majoritatea populației satului Kurașivți era vorbitoare de ucraineană (99,52%), existând în minoritate și vorbitori de alte limbi.